# Тарангульський сільський округ
Тарангу́льський сільський округ (каз. Тораңғыл ауылдық округі, рос. Тарангульский сельский округ) — адміністративна одиниця у складі Єсільського району Північноказахстанської області Казахстану. Адміністративний центр — село Тарангул.
Населення — 749 осіб (2021; 881 у 2009, 1284 у 1999, 1712 у 1989).
Станом на 1989 рік існувала Тарангульська сільська рада (села Двінськ, Іверськ, Сариколь, Тарангул) колишнього Московського району. Село Сариколь було ліквідоване 2015 року, село Іверськ — 2019 року.

## Склад
До складу округу входять такі населені пункти:
| Населений пункт | Старі назви | Населення, осіб (1989) | Населення, осіб (1999) | Населення, осіб (2009) | Населення, осіб (2021) |
| --------------- | ----------- | ---------------------- | ---------------------- | ---------------------- | ---------------------- |
| Двінськ, село   | -           | 444                    | 360                    | 357                    | 259                    |
| Сариколь, село  | -           | 278                    | 211                    | 14                     | -                      |
| Тарангул, село  | Азія        | 642                    | 521                    | 487                    | 489                    |
| --Іверськ, село | -           | 348                    | 192                    | 23                     | 1                      |